# المسلة السوداء

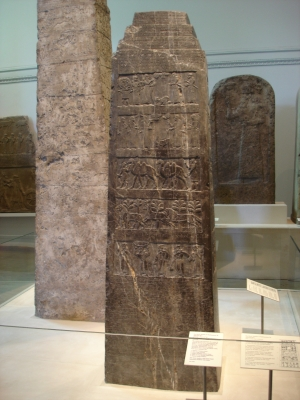
مسلة شلمنصر الثالث السوداء

المسلة السوداء أو مسلة شلمنصر الثالث السوداء هي نحت على حجر الجير الأسود بطريقة النقش البارز و ترجع إلى سنة (824-858) قبل الميلاد ويبلغ طـولها 197سم وعرضها 45 سم وترجع للإمبراطورية الآشورية الحديثة عثر عليها في نمرود في شمال العراق, تمثل إحياء لأعمال الملك الآشوري شلمنصر الثالث ( حكم 858 -824 قبل الميلاد) وهي الآن معروضة في المتحف البريطاني. تم اكتشافها من قبل العالم البريطاني أوستن هنري لايارد في 1845م.
وتعتبر المسلة الآشورية الأكمل التي قد عثر عليها وذات أهمية تاريخية لأنها التصوير الأقدم للرموز التوراتية حيث تصور رجلاً في حلّة كنعانية ساجداً عند قدمي الملك الآشوري شلمنصر الثالث ، وتحت الصورة كتابةٌ تقول: « جزية ياهو بن عمري », وقد شيدت على أنها نصب عامّ في سنة 825 قبل الميلاد في زمن الحرب الأهلية.

## الـوصـف
تـصـور المـسلة عـشرين نقـش، خـمسة لوحـات على كل جانب تصـور خـمس ملوك مـهزومين يقـدمون الجزيـة ويـسجدون أمام الملك ألاشـوري وهـم:
1. سوا Sua الجزية/مداتو (maddattu ) من منطقة جيلزانو Gilzanu بالآشورية (KUR gil-a-na-a-a) في شمال غرب أيـران
2. ياهومن بيت عمري (ia-u-a DUMUhu-um-rii) ملك يسرإل. وفقًا لبعض الباحثين ، لا يجب قراءة ia-u-a على أنه ياهو، بل يورام.
3. الجزية من مزوري (ša mat mu-uš-ri.) مملكة في كردستان العراق[7]
4. مردوخ ابيلي اصر (Marduk-apil-uṣur) من شوهي Šuhi على الفرات ألاوسط
5. قلباروندا Qalparunda من باتينا Patina منطقة أنطاكيا في تركيا حاليًا

كـل مـشهد يحتوي أربـع لوحـات حول الـنصب وتـم وصفها بـنص مـسماري فـوقها يـوجد في ألاعـلى وألاسـفل نـقوش بكـتابات مـسمارية طويلة تـسجل ألاعـمال الـسنوية للـملك شـلمـنصر الثـالث, حيث تعـدد الحـملات العـسكرية الـتي يـقودها المـلك والقـادة العـسكرين لكل عام . حتى الـعام الواحد والثلاثـين للـحكم.
وتـذكر المسـلة كـيف قــدم ياهـو مـلك أسـرائيل الجـزية في عام 841 قبل المـيلاد وأنهت مملـكته تحـالفها مع الفينيقين ومملكة يهوذا وأصبـحت خاضـعةللأمبـراطورية ألاشـورية حيـث تـذكر الكـتابات المـسمارية حـسب التـرجمـة:

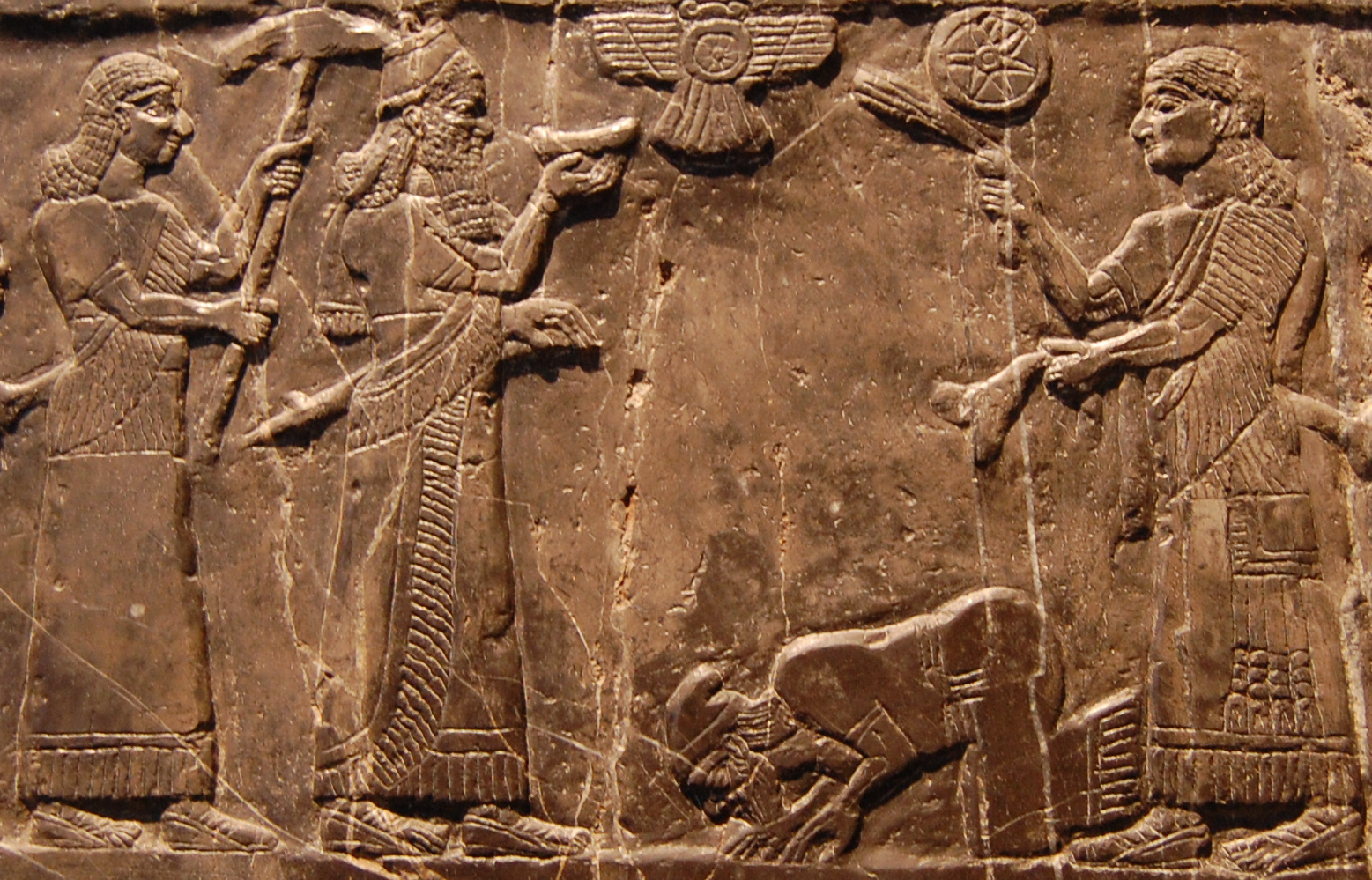
جزء من المسلة السوداء يظهر جيحو ملك يهوذا ساجداً بعد هزيمته في معركة قرقور ضد الملك الاشوري شلمنصر الثالث عام 853 ق.م

" جــزية ياهـو أبـن عـمري : أسـتـلمت منـه فـضة وذهب, وعـاء ذهبي و مـزهـرية ذهبـية مدببــة من ألاسـفل وأقـداح ذهـبية ودلاء ذهـبية وعـلبة و اشـياء للـملك ورمـاح"

## معرض الصور

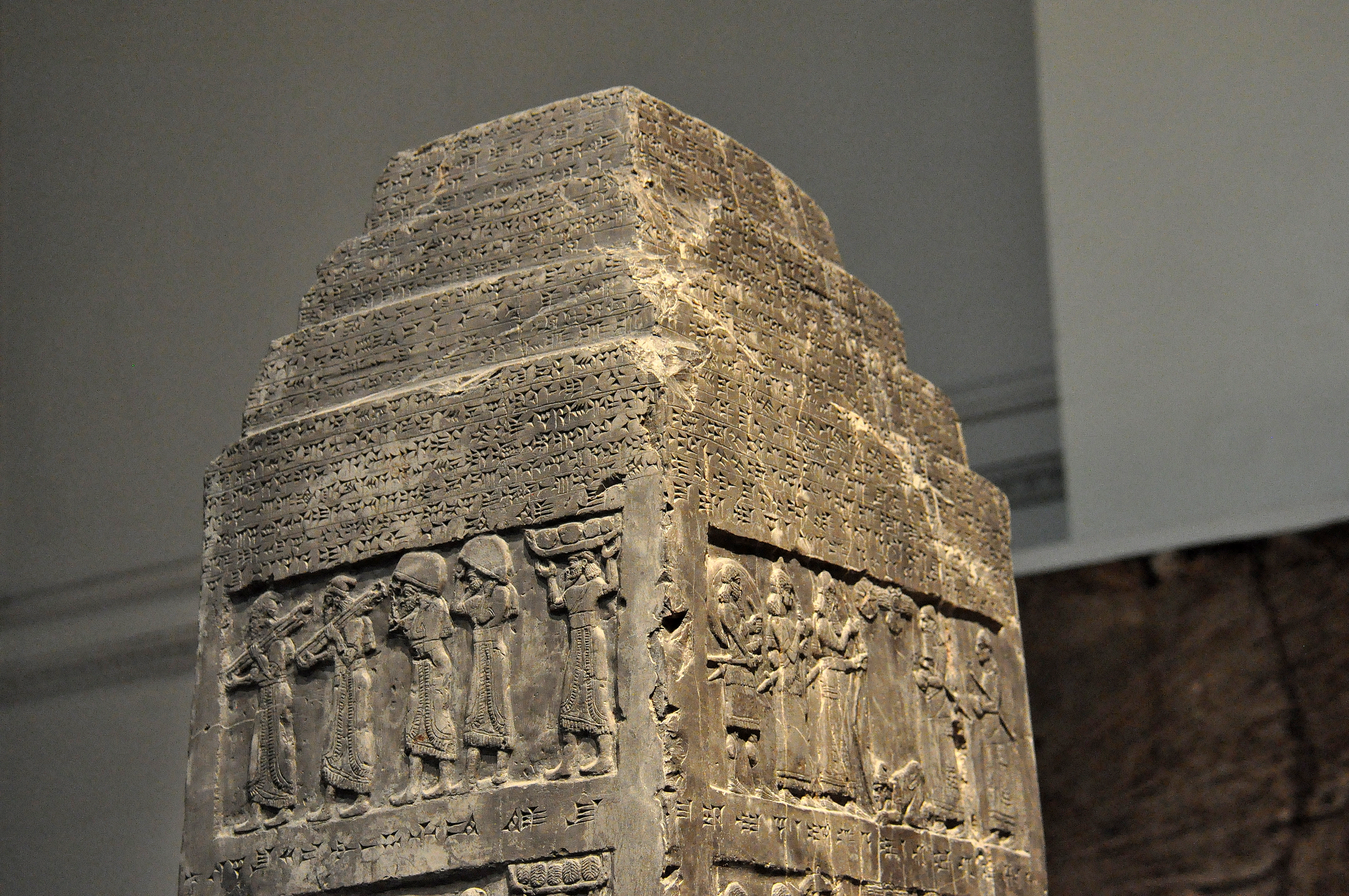
القمة العليا للمسلة
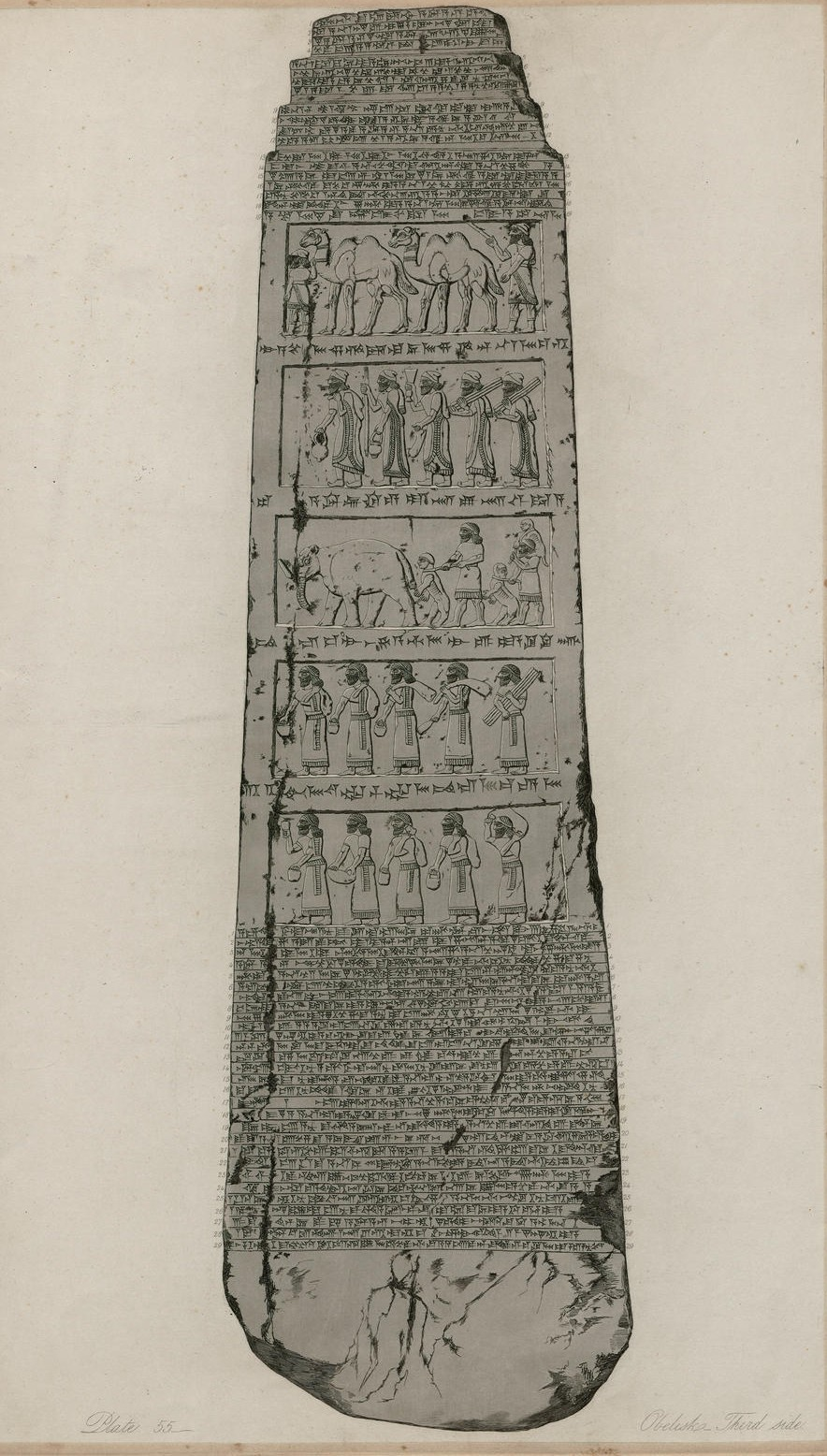
صورة المسلة
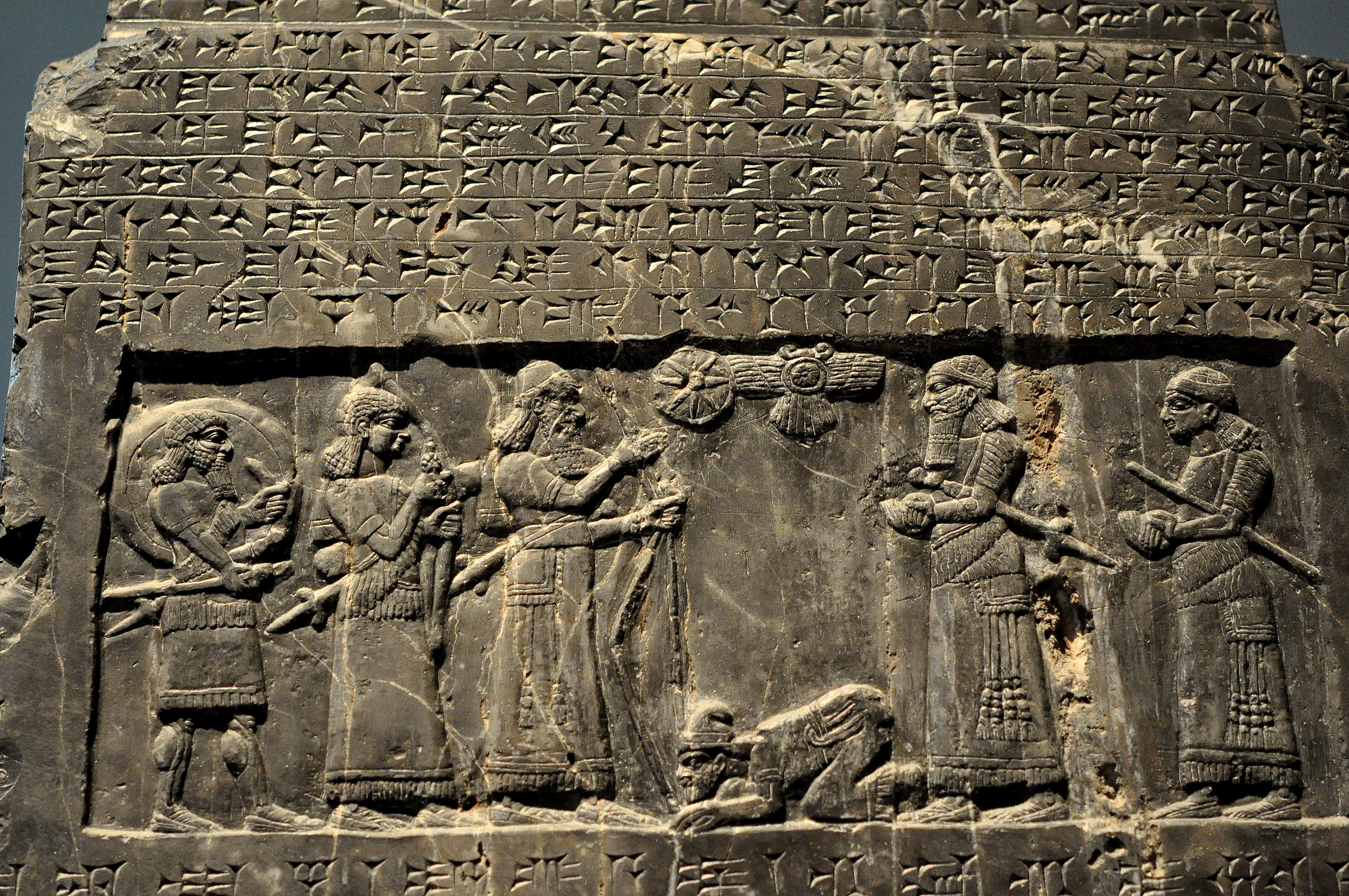
أستلام الملك شلمنصر الثالث الجزية من الملك الاسرائيلي ياهو بن عمري
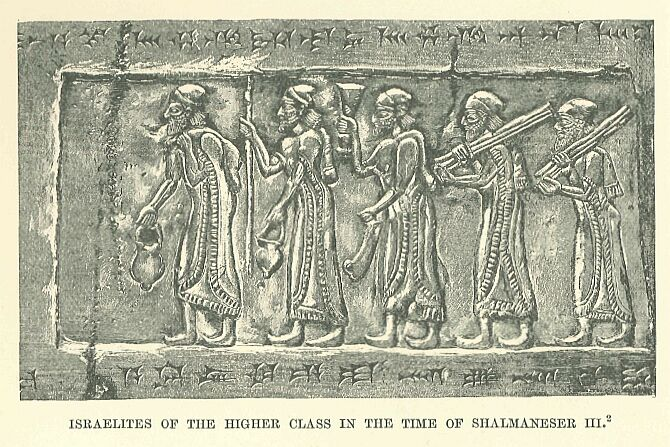
الإسرائيليون الحاملون للجزية

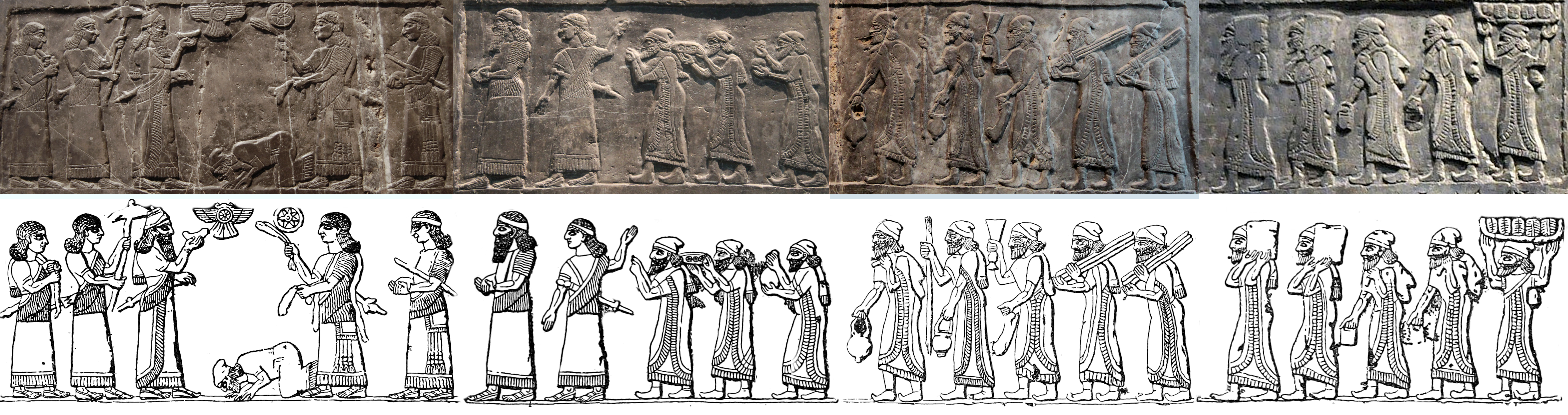
صورة توضيحية

## أنـظر أيضا
آشور
شلمنصر الثالث
المسلة البيضاء
معركة قرقر